# MTV Soltau von 1864
Der MTV Soltau von 1864 e. V. ist ein Sportverein in der niedersächsischen Stadt Soltau. Er wurde 1864 gegründet und ist einer der ältesten und mitgliederstärksten Vereine der Region.

## Geschichte
| Ligazugehörigkeiten der Fußball-Herrenmannschaft |                          |       |
| Jahre                                            | Liga                     | Ebene |
| 1959–1962                                        | Amateurliga Heide        | 3     |
| …                                                | …                        | …     |
| 1994–1995                                        | Verbandsliga Ost         | 5     |
| 1995–1996                                        | Landesliga Lüneburg      | 6     |
| 1996–1997                                        | Niedersachsenliga Ost    | 5     |
| 1997–1998                                        | Landesliga Lüneburg      | 6     |
| 1998–1999                                        | Niedersachsenliga Ost    | 5     |
| 1999–2003                                        | Landesliga Lüneburg      | 6     |
| 2003–2004                                        | Bezirksliga Lüneburg Ost | 7     |
| 2004–2006                                        | Bezirksklasse Lüneburg 2 | 8     |
| 2006–2007                                        | Kreisliga SFA            | 8     |
| 2007–2013                                        | Bezirksliga Lüneburg 2   | 7     |
| 2013–2014                                        | Landesliga Lüneburg      | 6     |
| 2014–2023                                        | Bezirksliga Lüneburg 2   | 7     |
| 2023–2024                                        | Landesliga Lüneburg      | 6     |
| 2024–                                            | Bezirksliga Lüneburg 2   | 7     |

Der Verein wurde am 8. Juni 1864 gegründet und hatte seine Wurzeln vor allem in der Turnbewegung. 1880 wurde eine sogenannte Zöglings-Jugend-Abteilung eingerichtet, ein Jahr später folgte eine Altersriege. Im Jahr 1914 wurde eine Turnerinnenabteilung gegründet und die Vereinsfahne restauriert. Der Sportplatz wurde 1924 gebaut und erhielt vier Jahre später zunächst den Namen Jahnplatz. Das Vereinsemblem mit Stadtwappen wurde 1929 vom Magistrat genehmigt. Am 5. September 1939 verordneten die Nationalsozialisten eine Fusion des MTV Soltau mit dem 1912 gegründeten SV Soltau zum MTSV Soltau. 1945 wurde daraus die Neue Turn- und Spielvereinigung (NTSV), aus der sich 1947 der SV Soltau wieder herauslöste und die schließlich am 3. Mai 1948 wieder zum MTV wurde. Das Klub- und Jugendheim wurde 1958 direkt an der Sportanlage gebaut.
Die Fußballabteilung wurde erst 1939 aufgrund der erwähnten Fusion mit dem SVS gegründet und blieb bei der Neugründung des MTV bestehen. Von 1959 bis 1962 spielte die MTV-Mannschaft in der Heide-Staffel der drittklassigen Amateurliga Niedersachsen. Die MTV-Junioren erreichten 1963/64 die Endrunde um die Niedersachsenmeisterschaft. Nach gut drei Jahrzehnten in unteren Ligen gewann der MTV 1994 die Bezirksoberligameisterschaft gegen den Stadtrivalen SVS und stieg in die fünftklassige Verbandsliga Ost auf, die höchste Liga im Niedersächsischen Fußballverband. Es folgte jedoch der direkte Wiederabstieg. Auch in den Spielzeiten 1996/97 und 1998/99 hatte der Verein einjährige Gastspiele in der (nun umbenannten) fünftklassigen Niedersachsenliga. Ab 1999 kamen die MTVer jedoch nicht mehr über die sechstklassige Landesliga hinaus. Zwischenzeitlich erfolgte gar der Absturz in die Kreisliga. 2013/14 und 2023/24 spielte die Mannschaft aber nochmal in der Landesliga. Seit dem 30. März 1986 erscheint zu jedem Heimspiel der 1. Herren-Mannschaft die Stadionzeitung „MTV Stadion Kicker“. Die Fußballabteilung ist seit 2003 offizieller Partner von Werder Bremen, die Kooperation beinhaltet beispielsweise Spiele gegen Werder-Jugendteams oder Besuche von Bundesligaspielen.
Dem Handball-Herrenteam gelang 2010 der Aufstieg in die Oberliga Niedersachsen, der vierthöchsten Spielklasse. Mit dem Einzug in das Finale um den HVN-Pokal 2010 wurde gleichzeitig die Teilnahme am DHB-Pokal in der Saison 2010/11 gesichert. In der 1. Runde traf das Team von Trainer Bernd Schors dort am 21. August 2010 auf den SV Oebisfelde 1895, den Meister der Oberliga Sachsen-Anhalt, verlor das Spiel jedoch mit 23:28.
Am 31. März 2014 musste der Verein vor dem Amtsgericht Celle Insolvenz anmelden. Die Verbindlichkeiten von 350.000 Euro überstiegen den Wert des Vereins, er war überschuldet. Insbesondere Verluste beim Betrieb des Vereinsheims hatten in den vergangenen Jahren zu den finanziellen Schwierigkeiten geführt. Am 30. Juni 2014 wurde das Insolvenzverfahren eröffnet. Der Sportbetrieb lief aber regulär weiter. 2014 feierte der Verein trotz finanzieller Schwierigkeiten auch sein 150-jähriges Jubiläum, ein Highlight der Feierlichkeiten war ein Freundschaftsspiel gegen den Bundesligisten Hannover 96 im heimischen Hindenburgstadion, heute Böhmewald-Stadion, am 8. Oktober.

## Abteilungen
Die Fußballabteilung umfasst insgesamt 25 Mannschaften. Im Seniorenbereich gibt es vier Herren- und zwei Frauen-Teams, dazu wird in 16 Jungen- und fünf Mädchenmannschaften aller Altersklassen gespielt. Die erste Herren-Mannschaft spielt aktuell in der Bezirksliga Lüneburg. Die erfolgreichsten Junioren-Teams spielen in der Landesliga, die anderen Mannschaften spielen auf Kreisniveau.
In der Handballabteilung gibt es vier Herren-, zwei Damen-, elf Jungen- und sechs Mädchen-Mannschaften, also insgesamt 23 Teams. Die Jugendmannschaften spielen überwiegend in der Landesliga und der Regionsoberliga, die 1. Damenmannschaft in der Regionsliga.
Die beiden Badmintonteams des MTV sind in der Bezirksliga Lüneburg-Süd und der Kreisliga aktiv. Die Turnsparte, die größte Abteilung im Verein, bietet u. a. Aerobic, Ballett, Body-Gym, Eltern-und-Kind-Turnen, Jazz- und Hip-Hop-Tanz, Leistungsturnen, Nordic Walking, Pilates, Sportgymnastik, Trampolinspringen, Yoga und Zumba an.
Des Weiteren werden die Sportarten Aikidō, American Football, Basketball, Fechten, Gewichtheben, Hockey, Judo, Leichtathletik, Rehabilitationssport, Ski, Tanz, Tischtennis sowie Volleyball angeboten. Insgesamt stehen 17 verschiedene Sportarten zur Auswahl.
Im Jahr 2020 wurde ein Sport- und Gesundheitszentrum im Vereinsheim am Stubbendorffweg eröffnet.

## Sportstätten

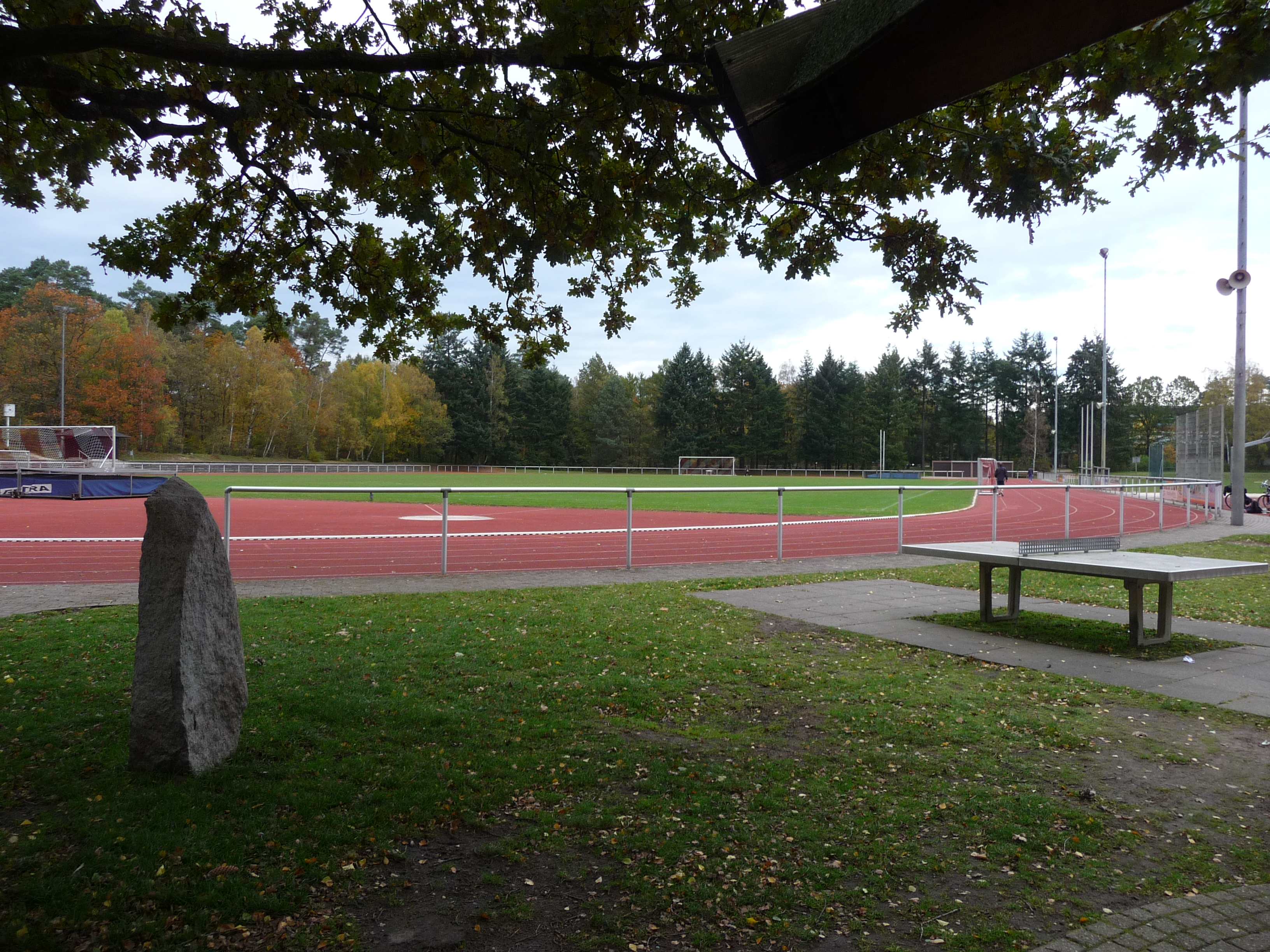
Böhmewald-Stadion

Das Böhmewald-Stadion bietet Platz für American-Football-Spieler, Fußballspieler, Basketballspieler, Hockeyspieler und mit seiner Laufbahn und Sprunggruben auch Leichtathleten aller Disziplinen. Bis zu 1.500 Zuschauern können maximal die Fußballspiele besuchen. Zwei weitere Rasen-Fußballplätze und ein Ascheplatz stehen im Sportpark Ost zur Verfügung. Es gibt acht Sporthallen, neben der Schützenhalle werden i. d. R. die Hallen der verschiedenen Soltauer Schulen genutzt. Das Clubhaus befindet sich ebenfalls am Böhmewald-Stadion in unmittelbarer Nähe zur Soltau-Therme, die für Schwimmtraining genutzt werden kann.

## Persönlichkeiten
- Wolfgang Buhr: Funktionär, ehemaliger Vorsitzender (1964–1998) und Ehrenvorsitzender
- Mourad Bounoua: Fußballer, ehemaliger Bundesliga-Profi (Eintracht Frankfurt, Hannover 96) und Nationalspieler, 2009/10 beim MTV
- Marcel Gebers: Fußballer, ehemaliger Profi (Holstein Kiel, FSV Zwickau), aus der MTV-Jugend
- Maximilian Janke: Handballnationalspieler, aktiver Profi (SC Magdeburg und SC DHfK Leipzig), aus der MTV-Jugend
- Hans-Hinrich Meyer: Badminton-Spieler, Bronze-Gewinner bei den Senioren-Europameisterschaften 2010[5] mehrfacher Teilnehmer an den Deutschen Seniorenmeisterschaften[6] und [7] Norddeutscher Meister 2006 (Ak O60)
- Manfred Smolla (1929–2016): Fechter, dreifacher deutscher Senioren-Meister im Herrenflorett (1977/1980/1989, Ak 50 und 60)[8], Vizeweltmeister mit der Säbelmannschaft 1978[9]
- Ahmet Usman: Fußballer, ehemaliger Profi (FC St. Pauli, Gaziantepspor), 2005/06 beim MTV